# Mesola

Mesola (Mèsula en dialecte de Ferrare) est une commune italienne de la province de Ferrare dans la région Émilie-Romagne en Italie.

## Géographie
Mesola est une commune du delta du Pô située, en moyenne, à 1 mètre au-dessus du niveau de la mer (-1 à 3 m) sur la limite territoriale entre la province de Ferrare et celle de Rovigo (Vénétie). Le territoire et celui d’une plaine dont une grande partie est sous le niveau de la mer, drainée par de nombreux canaux d’assainissement.

Mesola se trouve sur la rive droite du Pô de Goro, au croisement de celui-ci avec la route nationale SS309 Romea (Ravenne-Venise). Près du fleuve le terrain est de formation argileuse (alluvions fluviales), alors que celui situé près du littoral est sablonneux.

La commune est comprise dans le parc régional du delta du Pô d'Émilie-Romagne.

Villes voisines :
- Goro :  7 km
- Abbaye de Pomposa : 11 km
- Comacchio : 26 km
- Ferrare : 76 km
- Bologne : 85 km
- Milan : 246 km
- Venise : 58 km
- Padoue : 61 km

## Histoire
Le toponyme de Mesola, media insula ou moyennement isolé, indique que l’origine et l’évolution du territoire sont liées à l’équilibre entre la terre et les eaux de l’antique Valle Padusa.
Les dunes fossiles des hameaux de Messenzatica et de Monticelli indiquent la limite des eaux à l’époque romaine. Depuis 1604, le détournement par la république de Venise du bras nord du Pô à Porto Viro vers le sud déclencha le progressif ensablement du territoire et l’expansion du delta du Pô.
Un document du pape Benoît VIII de 1013, attribue à l’abbaye de Pomposa une zone comprenant ...Masinzatica usque monticello... .
Depuis le Moyen Âge, l’histoire du territoire est liée, depuis l’extrême limite Est, aux possessions de l’exarchat de Ravenne jusqu’à la domination de l’état pontifical et de la Maison d'Este.

### Époque des Este
Ce fut les Este, seigneurs de Ferrare, à valoriser le territoire en entreprenant des grandes œuvres de bonification, créant le port de Alcina sur le Po di Ariano (Pô de Goro), édifiant à Mesola le château et la Delizie estensi (palais en photo).
La rivalité avec la Sérénissime créa de nombreux conflits armés ; mais les troupes de Venise furent constamment repoussées et finirent par signer un accord de paix.
Le 27 octobre 1597, à la mort d’Alphonse II d'Este et en l’absence d’héritier direct, le pape Clément VIII annexa la totalité du duché de Ferrare à l’état pontifical refusant ainsi à César d'Este la succession de son cousin Alphonse ; alors que celle-ci fut reconnue par l’empereur Rodolphe II.
Le château et le palais restèrent disponibles, en tant que droit alleu, à la famille d’Este jusqu’en 1771, alors qu’ils passèrent à la maison de Habsbourg par exécution du contrat de mariage entre Marie-Béatrice d'Este et Ferdinand Charles Antoine de Habsbourg-Lorraine.

### Époque napoléonienne
En 1785, le territoire retourna à l’État pontifical quand la pape Pie VI acquît le fief à l’empereur Joseph II d'Autriche, jusqu’à l’invasion par Napoléon Bonaparte en 1796 et l’intégration dans la République cisalpine le 9 juillet 1797.
Le 26 janvier 1802, intégration de Mesola dans la République italienne et du 18 mars 1805 jusqu’en avril 1814 dans le royaume d'Italie, administrativement incorporé dans le département du Bas-Pô avec Ferrare comme chef-lieu.
En 1836, retour à l’État pontifical à la suite du congrès de Vienne (1815) et la défaite de Napoléon.

### Époque moderne
le 1er juillet 1825, Mesola devient une commune, incorporant également celle de Massenzatica (en tant que hameau).
En 1860, à la suite de la campagne d'Italie, Mesola fait partie du royaume d'Italie.
En 1962, par décret du président de la République, Mesola perd le hameau de Goro qui devient commune autonome.

## Monuments et lieux d’intérêt
- Château de Mesola.

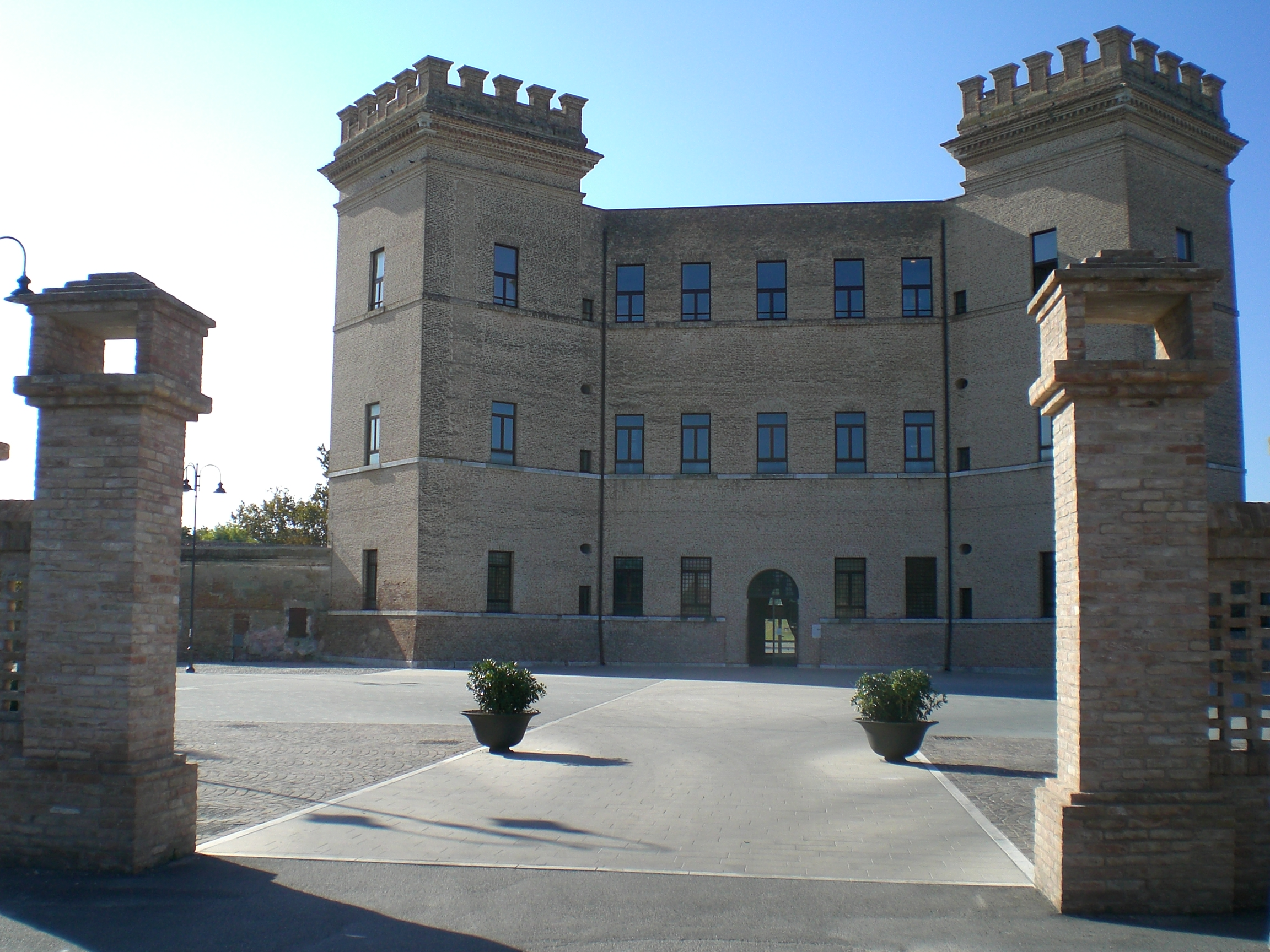
Château: La Delizia estense di Mesola.

- Réserve naturelle Bassa dei Frassini – Balanzetta.
- Réserve naturelle de la forêt de la Mesola

### Forêt de la Mesola

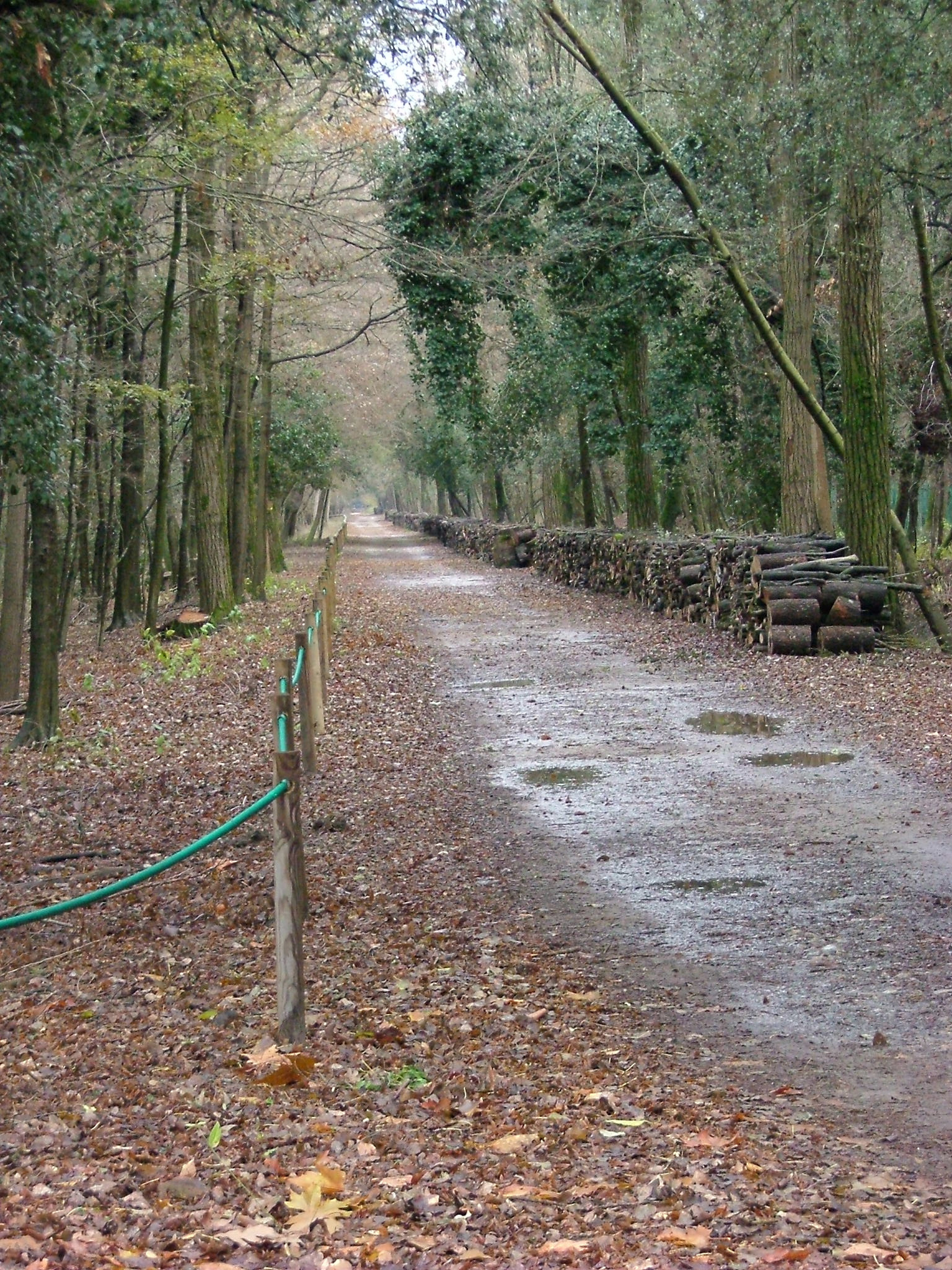
Forêt de la Mesola

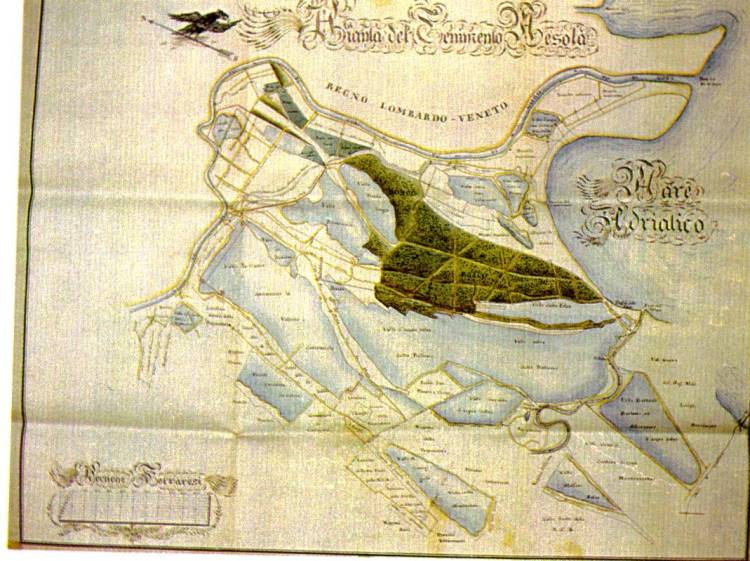
La forêt de la Masola sur une carte de la fin du XIXe siècle

La réserve naturelle de la forêt de la Mesola s’étend sur une superficie de 835,70 hectares, à une altitude variant de - 1 m à +3 m par rapport au niveau de la mer. et est situé dans la province de Ferrare et plus précisément dans les communes de Goro (Italie), Codigoro et Mesola.

## Administration
| Période                                  | Période  | Identité           | Étiquette     | Qualité |
| ---------------------------------------- | -------- | ------------------ | ------------- | ------- |
| 14/06/2004                               | En cours | Lorenzo Marchesini | Liste civique |         |
| Les données manquantes sont à compléter. |          |                    |               |         |

### Hameaux
Alberazzo (4 km), Ariano Ferrarese (13 km), Fondo (3 km), Gigliola (7 km), Italba (9 km), Massenzatica (6 km), Monticelli (5 km), Ponte Trapella (7 km), Ribaldesa (3 km), Santa Giustina (5 km), Zeffo Rovere (4 km).

### Communes limitrophes
Ariano nel Polesine (9 km), Berra (21 km), Codigoro (14 km), Goro (9 km)²²

## Population

### Évolution de la population en janvier de chaque année
| 1861  | 1901  | 1921  | 1951   | 1961  | 1971  | 1981  | 1991  | 2001  |
| ----- | ----- | ----- | ------ | ----- | ----- | ----- | ----- | ----- |
| 4 835 | 7 059 | 9 076 | 11 974 | 9 500 | 8 066 | 8 233 | 7 963 | 7 470 |

| 2011  | - | - | - | - | - | - | - | - |
| ----- | - | - | - | - | - | - | - | - |
| 7 190 | - | - | - | - | - | - | - | - |

## Économie
Mesola a développé une importante activité agricole, particulièrement dans le secteur de l’horticulture et la sylviculture.
- Production d’asperges vertes IGP asparago verde di Altedo", radis et carottes.
- Activités artisanales liées à la production agricole et des produits de la mer tirés des élevages piscicoles de l’anse de Goro.

### Infrastructures et transport
- Route nationale SS309 Romea
- Route provinciale SP27 Bosco Mesola-Goro
- Route provinciale SP61 Gran Linea (Romea - Copparo - Ferrara)

## Note
1. ↑  (it) Popolazione residente e bilancio demografico sur le site de l'ISTAT.
2. ↑  Massenzatica dal Comune al C.U.M. – pag.6-
3. ↑  Ministère de l’environnement

## Sources
- (it) Cet article est partiellement ou en totalité issu de l’article de Wikipédia en italien intitulé « Mesola » (voir la liste des auteurs) le 30/09/2012.